# تفاح الورد
تفاح الورد أو عشبة جيمس أو زهرة الشيخ (الاسم العلمي Jacobaea vulgaris)، نبات بري مزهر من النجميات وفصيلة النجمية.
مواطنه الأصيلة في أوراسيا، وتحديدا تنمو في المراعي والارض الغير محروثة، هي عشبة سنوية، وموسمها هو الصيف.
زهرة تنمو من طول (0.9 سم - 1.2 سم)، طولها اغصان كثيرة تحمل عليها العديد من الازهار، تتألف كل واحدة منها من حاشية من الاوراق الخضراء ذات نسالة صفراء في النصف.

## فوائدها واستعمالاتها

### الفوائد
تطهر وتهضم، تساعد على وقف البلغم، والرشوحات الرقيقة، والرشح من الراس إلى العينين، والأنف والرئتين
العصير يلأم الجراح وينظف القروح القديمة الفاسدة في الاعضاء الخاصة، والقروح الداخلية، يوقف القروح الأكّالة السائلة، والنواسير المجوّفة.

### الاستعمالات
يستعمل المستخلص من العشبة للاورام والتصلب لانها تنظفها وتشفيها تماما، وتستعمل لالتهاب اللوزتين، والرشح وداء الملك.
عرق النسا يستحم بالمستخلص أو يدهن المكان بدهون مصنوعة من العشبة، ويمكن إضافة المستكة واللبان على الدهون بعد تصفيته.
من الممكن لزهرة الشيخ ان تؤذي الكبد إذا استعملت داخليا ولذلك لا ينصح باستعمالها في المنزل.
يستخدم العشابون زهرة الشيخ للحالات الخارجية فقط، النقوع من العشبة مطهّر ومقيء، ويستعمل النقوع غسولا للقرح والجروح والدهون لالتهاب العيون، والصبغ في العلاج المثلي يستعمل لالتهاب المثانة.